# Législature d'État du Minnesota
91e législature
Capitole de l'État du Minnesota (Saint-Paul)
La législature d'État du Minnesota (en anglais Minnesota Legislature) est l'organe législatif du gouvernement de l'État du Minnesota. Parlement bicaméral, la législature est composée de la Chambre des représentants du Minnesota (134 membres) et du Sénat du Minnesota (67 membres). Elle se réunit dans le Capitole de l'État du Minnesota à Saint Paul.

## Composition
Les 134 représentants sont élus pour un mandat de deux ans et les 67 sénateurs pour un mandat de quatre ans (sauf les années se terminant par « 0 », où ils sont élus pour deux ans pour procéder au redécoupage des circonscriptions). Le Minnesota est divisé en 67 « districts », d'environ 79 163 habitants, qui élisent chacun un sénateur. Chaque district est divisé en deux « sections » (A et B), qui élisent chacune un représentant.
Pour être candidat à la législature, il faut être un électeur du Minnesota et avoir plus de 21 ans. Il est nécessaire de vivre dans l'État pendant un an et dans la circonscription les six mois précédant l'élection.
Le Parti républicain est majoritaire dans les deux chambres lors de la session 2017-2019, avec 77 représentants et 34 sénateurs. Lors des dernières élections, en novembre 2016, les républicains ont conservé la Chambre des représentants et pris le Sénat aux démocrates.
Parti majoritaire au sein de chaque chambre de la législature depuis 1935,
(avant 1973, la législature est non partisane et divisée entre un caucus conservateur et un caucus libéral)

## Travail législatif
Selon l'article 3.011 du Minnesota Statute, la législature se réunit les années impaires le mardi suivant le premier lundi de janvier (le premier mercredi si le lundi tombe un 1er janvier). Lors des années paires, c'est la législature qui convient d'une date pour le début de ses travaux.
L'article IV de la Constitution du Minnesota prévoit que les élus doivent se réunir 120 jours durant la législature de deux ans. Depuis 1973, seules les sessions plénières comptent dans ces « 120 jours législatifs », pas les travaux en commission. Chaque année, la session régulière s'achève au plus tard le lundi après le troisième samedi de mai. Des sessions spéciales peuvent être demandées par le gouverneur.
Toutes les lois doivent faire l'objet de trois lectures au Parlement, sur trois jours différents (sauf exceptions) : le texte est introduit en première lecture, une seconde lecture est donnée — généralement après un passage en commission — puis une troisième lecture est inscrite à l'agenda de chaque chambre, cette fois sans possibilité d'amendement.
Les lois peuvent faire l'objet d'un veto du gouverneur du Minnesota dans les 3 jours suivant leur adoption par la législature. L'assemblée peut passer outre au veto à une majorité des deux-tiers. Les lois adoptées lors des sessions spéciales doivent être signées par le gouverneur sous 14 jours pour entrer en application.